# 佐藤光信 (歯学者)
佐藤 光信（さとう みつのぶ、1940年9月20日 - 2021年10月30日）は、日本の歯科医師、歯学者。徳島大学名誉教授。元徳島大学歯学部口腔腫瘍制御学（口腔外科学第二）講座教授。元日本口腔組織培養学会会長。

## 経歴
1964年大阪大学歯学部卒業、1968年同大学院歯学研究科修了。以後同大学助手、講師を務め、1980年より徳島大学口腔外科学第二講座（現、口腔腫瘍制御学）教授。現在徳島大学名誉教授。2021年10月30日死去。叙正四位、瑞宝中綬章追贈。
1969年、大阪大学より歯学博士の学位を得る。論文は「Rous肉腫のフェノール抽出物中のインターフェロン産生物質」。

## 著作
- 穂積本男、佐藤光信、斎藤政樹 編『癌細胞の分化誘導とアポトーシス―癌分化誘導療法』共立出版、1995年8月。ISBN 978-4320061088。
- 佐藤光信 他 著、徳島大学 編『歯と口と健康 生きるよろこびを支える口の科学』医歯薬出版、1998年6月。ISBN 978-4-263-45413-8。
- 佐藤光信 他 著、編集　松矢篤三・白砂兼光 編『口腔外科学』監修 宮﨑正（第2版）、医歯薬出版、東京都文京区、2010年4月。ISBN 978-4-263-45469-5。
- 佐藤光信 他 著、白砂兼光、古郷幹彦 編『口腔外科学』（第3版）医歯薬出版、東京都文京区、2010年3月10日。ISBN 978-4-263-45635-4。 NCID BB01513588。

## 所属団体
- 日本口腔外科学会 元理事[2]
- 日本口腔科学会 名誉会員[6]
- 日本口腔腫瘍学会 名誉会員[7]
- 日本頭頸部癌学会 元理事[2]
- 日本口腔組織培養学会 元会長[2]
- 日本癌治療学会 元評議員[2]
- 日本癌学会[2]
- 日本ウイルス学会[2]
- 国際インターフェロン学会[2]
- 米国癌学会[2]
- 米国微生物学会[2]